# Daniela Mier
Daniela Mier ist eine deutsche Psychologin und Professorin an der Universität Konstanz, wo sie die Arbeitsgruppe Klinische Psychologie und Psychotherapie leitet.

## Akademischer Werdegang
Daniela Mier studierte von 2000 bis 2005 Psychologie an der Justus-Liebig-Universität Gießen, wo sie 2005 ihr Diplom erlangte. Anschließend begann sie eine Promotion am Zentrum für Psychiatrie der Universität Gießen und setzte diese ab 2007 am Zentralinstitut für Seelische Gesundheit (ZI) in Mannheim fort. Anschließend promovierte sie 2010 an der Universität Gießen.
Von 2010 bis 2011 war sie als Postdoktorandin am California Institute of Technology in Pasadena, USA, tätig, bevor sie von 2011 bis 2013 als Postdoc am Zentralinstitut für Seelische Gesundheit in Mannheim arbeitete. Von 2013 bis 2018 leitete sie dort die Forschungsgruppe Social-Affective Neuroscience and Experimental Psychology. Zudem absolvierte sie zwischen 2005 und 2015 eine psychotherapeutische Ausbildung in kognitiver Verhaltenstherapie.
Seit 2018 ist sie Professorin für Klinische Psychologie an der Universität Konstanz.

## Arbeits- und Forschungsschwerpunkte
Daniela Mier konzentriert ihre Forschung auf die neuronalen Grundlagen sozialer Kognition bei psychischen Störungen, insbesondere Schizophrenie. Dabei setzt sie funktionelle Magnetresonanztomographie (fMRT) ein, um die zugrunde liegenden Mechanismen zu untersuchen.

## Mitgliedschaften
- Deutsche Gesellschaft für Psychologie (DGPs) Ethikkommission[2]
- Deutsche Gesellschaft für Psychophysiologie und ihre Anwendung (DGPA)

## Schriften (Auswahl)
- Mit Stephanie N. L. Schmidt, Joachim Hass und Peter Kirsch: The human mirror neuron system—A common neural basis for social cognition? In: Psychophysiology, 2021, 58(5).

- Mit Zhimin Yan, Stephanie N. L. Schmidt, Josef Frank, Stephanie H. Witt, Joachim Hass und Peter Kirsch: Hyperfunctioning of the right posterior superior temporal sulcus in response to neutral facial expressions presents an endophenotype of schizophrenia. In: Neuropsychopharmacology, 2020, S. 1346–1352, 45(8).

- Mit Sarah Eisenacher, Franziska Rausch, Susanne Englisch, Martin F. Gerchen, Vera Zamoscik, Andreas Meyer-Lindenberg, Mathias Zink und Peter Kirsch: Aberrant activity and connectivity of the posterior superior temporal sulcus during social cognition in schizophrenia. In: European Archives of Psychiatry and Clinical Neuroscience, 2017, S. 597–610, 267(7).

- Mit Stefanie Lis, Christine Esslinger, Carina Sauer, Meike Hagenhoff, Jens Ulferts, Bernd Gallhofer und Peter Kirsch: Neuronal correlates of social cognition in borderline personality disorder. In: Social Cognitive and Affective Neuroscience, 2013, S. 531–537, 8(5).

- Mit Peter Kirsch und Andreas Meyer-Lindenberg: Neural substrates of pleiotropic action of genetic variation in COMT: a meta-analysis. In: Molecular Psychiatry, 2010, S. 918–927, 15(9).